# Codex Atanicus
Codex Atanicus è un'antologia cinematografica underground (tre cortometraggi tra gli anni 1995-1999), scritta e diretta da Carlos Atanes ed uscito nel 2007.

## Trama
Dopo una breve introduzione di Arantxa Peña (attrice presente nei film "atanici" che ci aiuta ad ambientarci nell'universo "atanico"), seguono tre storie: Metaminds & Metabodies (1995), una storia stravagante e molto violenta su come un ubriacone malato incontra un lascivo Succubo nello specchio di una spaventosa taverna; Morfing (1996), il viaggio grottesco di Atanes attraverso le fognature di un cinema di Barcellona; e Welcome to Spain (1999), un incubo sanguinoso e lascivo dove alcune persone lottano per un'assurdità: salire delle scalinate.

## Contesto
Prima di FAQ: Frequently Asked Questions e Proxima Carlos Atanes ha girato un gruppo di strani cortometraggi, difficilmente classificabili. Questi suoi primi lavori erano un concentrato di surrealismo, di rabbia e di lussuria, in breve: di entusiasmante libertà creativa. Questi film mostrano lo spettacolare talento visuale dell'autore.
Nonostante il disprezzo di festival, TV e distribuzione, hanno ottenuto un marginale riconoscimento nei circoli spagnoli underground (ed anche un'intensa avversione: alcune delle proiezioni finirono in violente risse, le più notevoli delle quali finirono in Codex Atanicus). Grazie ai nuovi canali digitali di distribuzione, il Codex è stato riscoperto, permettendo ad un pubblico più vasto di accedervi. La critica ha riconosciuto il film come un futuro film di culto, equiparando Atanes ad autori ben importanti quali David Lynch, Luis Buñuel, David Cronenberg, John Waters, Fernando Arrabal o Kenneth Anger.

## Dettagli e curiosità
- L'idea di bere un grande bicchiere di latte nella Introduzione ha avuto l'assenso di Arantxa Peña, poiché in quasi tutti i film di Atanes vi sono attrici che bevono grandi bicchieri di latte.
- La maggior parte delle scene in Metaminds & Metabodies furono girate riflesse in uno specchio ed in uno specchio riflesso nello specchio stesso.
- La scena finale di Morfing è probabilmente la prima scena di Bukkake mai filmata per un film non pornografico.
- I produttori di film horror Jaume Balagueró e Nacho Cerdà (oggi famosi ma a quel tempo quasi sconosciuti) hanno fatto un breve cameo in Morfing.
- Durante le riprese di una scena con un arco, Carlos Atanes fu ad un soffio dall'uccidere il cameraman con una freccia, poiché aveva messo in azione il grilletto dell'arco troppo presto. La freccia graffiò la telecamera, rimbalzò sul muro e lì colpì il bersaglio (il cameraman sopravvisse per miracolo perché si era accovacciato).
- Tutti gli attori che presero parte alla scena del tumulto sulla scalinata del film Welcome to Spain furono feriti durante le riprese.